# مسافة التعاون
في الرياضيات والعلوم الاجتماعية، الرسم البياني (مخطط) التعاون   هوالنمذجة البيانية لبعض الشبكات الاجتماعية حيث تمثل الرؤوس المشاركين في تلك الشبكة (عادة تمثل فردا من المشاركين) وحيث يتم ربط بين رأسين برابط عندما يكون هناك تعاونا من نوع خاص بينهما. تستخدم الرسوم البيانية (مخططات) للتعاون لقياس مدى تقارب العلاقات التعاونية بين المشاركين في الشبكة.

## أنواع الرسوم البيانية للتعاون المقدمة في الدراسات السابقة
أكثر الرسوم البيانية للتعاون التي تم اعتمادها في الدراسات هما:
- مخطط تعاون علماء الرياضيات المعروف أيضا باسم الرسم البياني للتعاون اردوس، [3][4] حيث يتم ربط اثنين من علماء الرياضيات برابط إذا تشاركا في تأليف ورقة معا (مع ربما غيرها من مؤلفي الوقت الحاضر).
- مخطط التعاون لممثلي الأفلام، والمعروف أيضا باسم الرسم البياني هوليوود أو شبكة شارك في النجومية، [5][6][7] حيث يتم ربط اثنين من ممثلي الأفلام برابط كلما ظهرا في فيلم معا.

كما تم اعتبار نفس المبدأ في شبكات اجتماعية الأخرى، مثل الرياضة، من ذلك «مخطط تعاون الدوري الاميركي للمحترفين» حيث يتم الربط بين لاعبين إذا كانا قد لعبا معا في مباراة ما في نفس الفريق.

## خصائص مخططات التعاون
من ناحية بنائية، مخطط التعاون هو مخطط بسيط، لأنه لا يوجد فيه رابط ذاتي وعدم وجود روابط (أضلاع) متعددة.
مخطط التعاون لايحتاج أن يكون متصلا. وهكذا الناس الذين لم يشاركوا في تأليف ورقة مشتركة بالتعاون من علماء الرياضيات. يمثلون القمم أو الرؤوس المعزولة في الرسم البياني.
كل من مخطط التعاون الخاص بعلماء الرياضيات والممثلون في الأفلام اعتبر له «طوبولوجيا عالم صغير»: لديهم عدد كبير جدا من الرؤوس، ومعظمها من درجة صغيرة، تتجمع بكثافة، ومكونات متصلة عملاقة مع متوسط مسافات صغيرة بين الرؤوس.

## مسافة التعاون
وتسمى المسافة بين شخصين / العقد في مخطط التعاون المسافة التعاون.  وهكذا فإن المسافة التعاون بين عقدتين متمايزتين يساوي عدد اضلاع الاقل بين الطرق التي تصل بينهما. إذا لم يكن هناك مسار ربط عقدتين في مخطط التعاون، فانه يقال إن المسافة التعاون بينهما لتكون لانهائية.
ويمكن استخدام مسافة التعاون، على سبيل المثال، لتقييم الاستشهادات من مؤلف أو مجموعة من الكتاب أو مجلة.
في مخطط التعاون لعلماء الرياضيات، تسمى مسافة التعاون من شخص معين لبول اردوس عدد اردوس من ذلك الشخص. MathSciNet لديها أداة مجانية على الإنترنت  لحساب مسافة التعاون بين أي اثنين من علماء الرياضيات بالإضافة إلى عدد اردوس لعالم رياضيات. يظهر هذه الأداة أيضا السلسلة الفعلية لمن للكتّاب المشاركون التي تحقق مسافة التعاون.
مخطط هوليوود، وهو نظير عدد اردوس، ويسمى عدد بيكون، قد أخذ نصيبه من الاعتبار، حيث أنه يقيس مسافة التعاون لكيفن بيكون.

## تعميمات من مخطط التعاون
كما تم النظر في بعض التعميمات لمخطط اللتعاون من علماء الرياضيات. هناك نسخة هايبر غراف،  حيث يمكن الرياضي الفرد بالرأس بينما يشكل مجموعة من علماء الرياضيات (وليس بالضرورة اثنين فقط) لhyperedge إذا كان هناك ورقة شاركوا جميعا في كتابتها. يشكل مخطط بسيط يربط اثنين من علماء الرياضيات بضلع إذا وفقط إذا كان هناك ورقة لاثنين منهم فقط (وليس غيرهم) كمؤلفين مشاركين.
وقد تم النظر أيضا في إصدار متعدد المخططات لمخطط تعاون حيث يتم ربط اثنين من علماء الرياضيات {\displaystyle k} ب k ضلع إذا كانا قد شاركا في تأليف k {\displaystyle k} ورقة معا. تنويع أخر: مخطط التعاون مع الأوزان المرجحة حيث توضع اوزان منطقية حيث يتم ربط اثنين من علماء الرياضيات بضلع مع وزن {\displaystyle {\tfrac {1}{k}}} كلما شارك في تأليف k ورقة بالضبط {\displaystyle k} معا  هذا النموذج يؤدي بطبيعة الحال إلى مفهوم «عددا اردوس عقلانية».

## وصلات خارجية
- رسم بياني بالتعاون مع جامعة قسم الرياضيات جورجيا
- رسم بياني بالتعاون مع جامعة اوكلاند الرياضيات والإحصاء

قالب:Social networking